# Groupe Beneteau
Pour les articles homonymes, voir Beneteau.
Cet article concerne le Groupe Beneteau en tant que maison mère et groupe. Pour la marque commerciale, voir Bénéteau.
 (décembre 2016).
Si vous disposez d'ouvrages ou d'articles de référence ou si vous connaissez des sites web de qualité traitant du thème abordé ici, merci de compléter l'article en donnant les références utiles à sa vérifiabilité et en les liant à la section « Notes et références ».
 (mars 2019).
Le groupe Beneteau est un groupe d'origine française actif dans l'industrie nautique. Il commercialise des bateaux de plaisance, à  voile ou à moteur, monocoques ou catamarans. Le groupe est également un fabricant européen de l'habitat de loisirs. Il est coté à la bourse de Paris.

## Historique
Le Groupe Beneteau est issu du chantier familial Bénéteau, créé en 1884 à Saint-Gilles-croix-de-Vie en Vendée et qui a évolué au gré des décennies, de la pêche à la plaisance.

### 1884: création

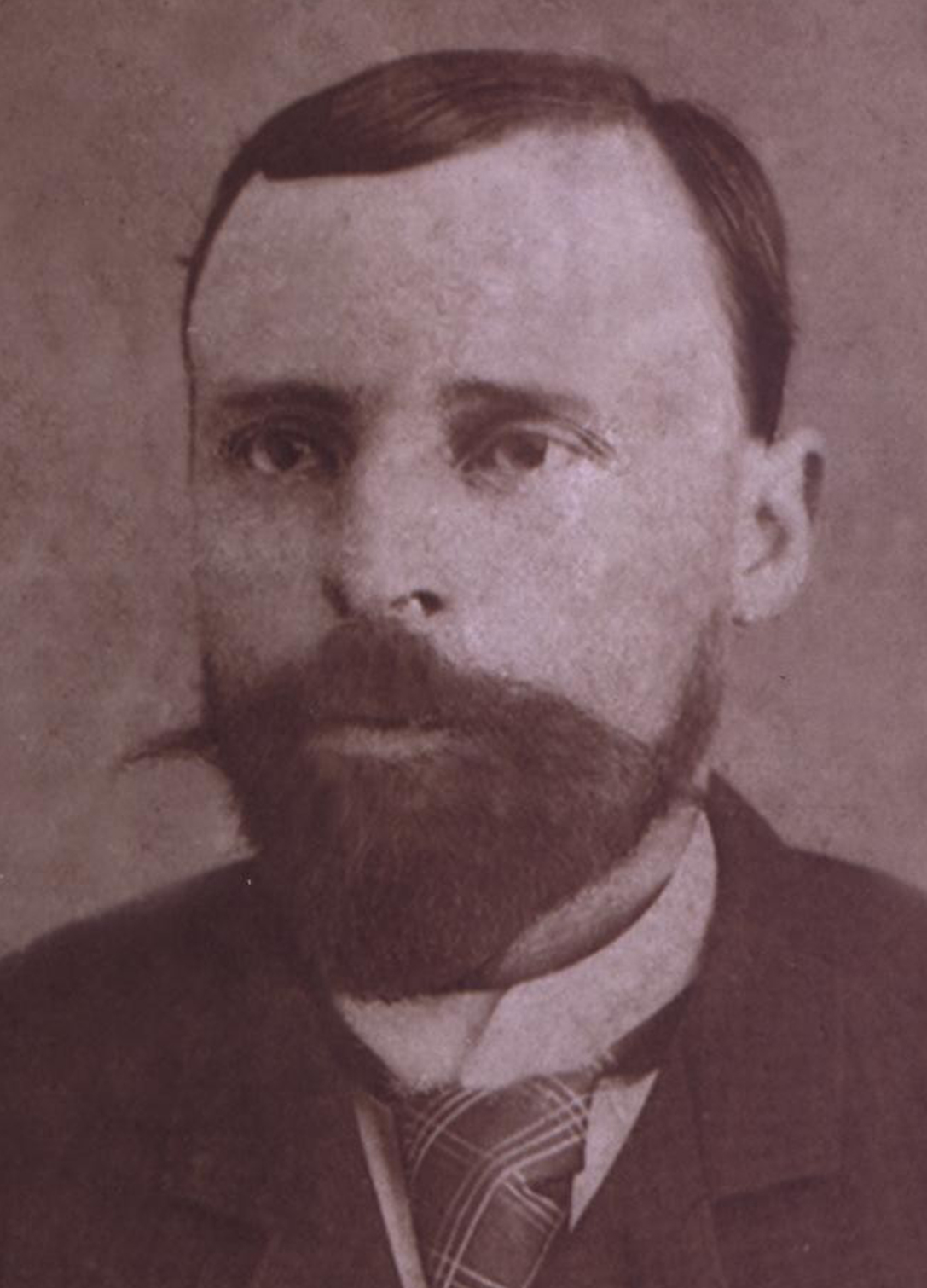
1884 : Benjamin Bénéteau

En 1884, Benjamin Bénéteau, architecte naval, crée le chantier Bénéteau à Croix-de-Vie (Vendée), afin de construire des chalutiers à voile pour les marins-pêcheurs. En 1910, le premier sardinier à moteur est créé. Baptisé le Vainqueur des Jaloux, il finit par convaincre la profession. 1928 marque la reprise du chantier par André Bénéteau (fils de Benjamin Bénéteau), à 21 ans. Entre 1945 et 1950, il faut reconstruire toute la flotte de pêche au lendemain de la guerre. En 1955, l'Antigone est le premier bateau créé pour pêcher le thon à l'appât vivant.[réf. souhaitée]

### 1982 - 1992: croissance
1984 célèbre le centenaire de la création de la société et son introduction au second marché de la bourse de Paris. 1986 marque l'ouverture d'une première unité de production à l'étranger à Marion en Caroline du Sud aux États-Unis.
Dans le domaine de la grande plaisance et des bateaux de service, Bénéteau réalise sa première opération de croissance externe en 1992 avec CNB (Construction navale Bordeaux) ; un chantier naval créé en 1987 par Dieter K. Gust, spécialisé dans la construction en aluminium de grands voiliers custom et de navires de transports de passagers rapides. Dans le domaine de la pêche professionnelle en rachetant les Chantiers Gendron basés à l'Herbaudière (Noirmoutier), devenu Bénéteau Pêche. Dans le domaine des mobile-homes, (résidence mobile de loisir) en 1994 et présente O'Hara qui font école dans le secteur de l'hôtellerie de plein air.
Un an après, Les chantiers Jeanneau, constructeur de bateaux de plaisance, créés aux Herbiers en 1963 par Henri Jeanneau, rejoignent le Groupe Bénéteau avec également les voitures sans permis Microcar et les catamarans Lagoon,
Depuis 1991, l'utilisation du CAD logiciel et la modélisation 3D ont permis à Beneteau de réduire considérablement les phases de la construction de prototypes.

### 1994 - 2009: diversification

#### 1997
Le chantier Wauquiez, fondé en 1965 par Henri Wauquiez, rejoint le groupe avec la construction de voiliers semi-custom.

#### 1999
Le groupe crée deux nouvelles filiales EYB (European Yacht Brokerage) et SGB Finance.

#### 2001
La mise en place de la nouvelle organisation du groupe par division, autour de quatre activités majeures, est finalisée. De nouvelles unités de productions sont ouvertes en Pologne, au Canada ainsi qu'au Portugal.

#### 2003
Le groupe déménage son siège de Saint-Hilaire-de-Riez pour s'installer dans son nouveau siège, au boulevard de la Mer à Saint-Gilles-Croix-de-Vie, le berceau de Bénéteau.

#### 2005
En janvier, c'est le changement du mode de gestion de la société en Directoire et Conseil de Surveillance ainsi que la création de la Fondation Bénéteau pour la protection de l’environnement dans l’univers du nautisme, dans la construction et l’habitat.

#### 2007
IRM, entreprise de construction de mobile-homes, (résidence mobile de loisir) rejoint le Groupe Bénéteau.

#### 2008
La société Microcar est cédée à Ligier Automobiles, puis en octobre le groupe se sépare des chantiers Wauquiez, spécialiste des voiliers semi-custom. Cependant, le groupe continue à diversifier ses activités en créant BH, une société destinée à produire des ossatures en bois pour des maisons de bois.

#### 2009
Premier employeur en Vendée, le groupe annonce qu'il n'y aura que 60 licenciements secs, et non 590 comme prévu en avril 2009 ; mais près de 600 employés acceptent le plan de départ volontaire.

### 2012
En avril, Bénéteau ouvre une nouvelle usine de 10 000 m2 à Angra dos Reis au Brésil qui embauchera près de 600 employés.

### 2017 - 2020: transformation
Été 2017, Bénéteau lance le Bénéteau Boat Club en France et en Espagne avec la startup Heycaptain : un nouveau modèle entre la location et la propriété basé sur les modèles américains comme Freedom Boat Club. Bénéteau fait ensuite l'acquisition de la startup Digital Nautic en 2018,.
En 2020, le groupe s'engage dans le transport maritime à voile, après la signature d'un contrat de transport transatlantique avec Neoline dirigée par un jeune armateur français, précurseur dans la transition énergétique, Neoline. Neoline développe une route de transport transatlantique à très basse consommation, à l'aide de cargos-voiliers innovants.

### Depuis 2021
Le groupe Bénéteau revend CNB à l'italien Solaris en 2021,.
En 2025, le groupe achève son premier exemplaire du catamaran Lagoon 82, le plus grand voilier de son catalogue avec une longueur de 24 mètres.

## Activités, marques et services
Le Groupe Beneteau commercialise des bateaux et des habitats de loisirs.
Présent à l'international, le groupe dispose de 28 sites de production dans le monde. Il est composé de 17 marques et services : Bénéteau, Jeanneau, Lagoon, Excess, Prestige Yachts, Monte Carlo Yachts, CNB, Four Winns, Delphia, Glastron, Scarab (boat) (en), Wellcraft (en), IRM, O'Hara, Coco Sweet, Band of Boats et SGB Finance.

## Actionnaires
Liste de principaux actionnaires au 17 octobre 2019.
| Nom                       |         |
| Beneteau (famille)        | 54,4%   |
| Financière de l'Échiquier | 4,90%   |
| Inocap Gestion            | 1,03%   |
| Bénéteau (autocontrôle)   | 0,67%   |
| Beneteau (plan d'épargne) | 0,45%   |
| Royce & Associates        | 0,057%  |
| Ned Davis Research        | 0,013%  |
| Saturna Capital           | 0,0005% |

## Données financières
Le chiffre d'affaires 2018 s'élève à 1 287,20 millions d'euros, réparti comme suit : 85 % sur l'activité bateaux (1 093,7 millions d'euros) et 15 % sur l'activité habitat (193,4 millions d'euros).
| Année              | 2014  | 2015  | 2016   | 2017   | 2018   |
| ------------------ | ----- | ----- | ------ | ------ | ------ |
| Chiffre d'affaires | 804.4 | 969.5 | 1083.5 | 1208.3 | 1287,2 |

## Gouvernance de l'entreprise
Le Groupe Beneteau est une Société Anonyme à Conseil d'administration. Ce mode de gouvernance a été voté le 8 février 2019 en assemblée générale (le régime à conseil d'administration remplace alors celui de conseil de surveillance et directoire).

### Livres
- Au cœur de la crise - Carnets ouvriers, Sébastien Junca. Éditions Demopolis, 2014, coollibri.com, 2024